# Кал-Коритница
Кал-Коритница (словен. Kal-Koritnica, итал. Cal-Coritenza) је насељено место у општини Бовец, Горишка регија, Словенија.

## Историја
До територијалне реорганизације у Словенији била је у саставу старе општине Толмин.

## Становништво
У попису становништва из 2011. године, Кал-Коритница је имала 151 становника.
| Број становника према пописима | Број становника према пописима | Број становника према пописима |
| ------------------------------ | ------------------------------ | ------------------------------ |
| 1991                           | 2002                           | 2011                           |
| 154                            | 145                            | 151                            |

Напомена: Године 1953. настала спајањем насеља Кал и Коритница, која су укинута.

## Галерија
- "Чело", музеј на отвореном
- пут
- сеоски детаљ
- засеок Кукч
- река Соча
- пејзаж
- поглед на планину Свињак у ланцу Јулијских Алпа